# Rie Yamaki
Rie Yamaki (2 de outubro de 1975) é uma ex-futebolista japonesa que atuava como defensora.

## Carreira
Rie Yamaki representou a Seleção Japonesa de Futebol Feminino, nas Olimpíadas de 1996. 